# Разорёнов, Пётр Михайлович
Пётр Михайлович Разорёнов (1912, Малоархангельский уезд, Орловская губерния — май 1942) — советский футболист, (защитник и нападающий). В высшей советской лиге провёл 7 матчей за ЦДКА в сезоне 1937 и московский «Сталинец» в сезоне 1938, кроме того играл за минское «Динамо» и московский «Буревестник». Участник Великой Отечественной войны, 26 июня 1941 Верховским военкоматом призван красноармейцем в РККА, погиб в мае 1942 года. Брат Петра, Фёдор Разорёнов (1910—1941), также играл за «Сталинец» и минское «Динамо», и также погиб на фронте Великой Отечественной.